# Estádio Municipal Dr. Alves Vieira
O Estádio Municipal Dr. Alves Vieira é um estádio de futebol da cidade de Torres Novas.
Foi construído em 1969, para substituir o então recinto do Clube Desportivo de Torres Novas, o pequeno Almonda Parque, palco durante quase 25 anos dos jogos oficiais do clube.
A instalação é constituída por um campo de futebol em relva natural, uma pista de Atletismo em terra batida com 4 corredores, um sector destinado a  lançamentos (Peso e dardo) e uma caixa de saltos para a prática do salto em comprimento e triplo salto. A capacidade de espectadores é de cerca de 11 500 lugares sentados.
É nomeado em honra a António Alves Vieira, médico torrejano de relevo regional, cuja estátua se encontra no Jardim das Rosas.
Este estádio destaca-se por ter sido palco da estreia internacional de Cristiano Ronaldo nas camadas jovens sub-15 de Portugal no dia 24 de fevereiro de 2001, num jogo contra a África do Sul que terminou 2-1, onde marcou o golo da vitória e o seu primeiro pela seleção nacional em todos os escalões.
Em 2025, foi aprovada a requalificação do estádio, nomeadamente a dimensão do relvado e sua iluminação de forma a cumprir os requisitos técnicos, bem como a instalação de uma pista de atletismo em piso sintético com 6 corredores.